# Saurita anselma
Saurita anselma là một loài bướm đêm thuộc phân họ Arctiinae. Loài này được William Schaus mô tả năm 1924. Loài này có ở Panama.